# Биене (физика)
Бѝенето е физично явление при интерференция на две близки по честота монохроматични и кохерентни хармонични колебания, което се изразява в периодично увеличаване и намаляване на амплитудата на сумарното колебание. На практика биенията на хармоничните колебания водят до модулация по амплитуда, а честотата на промяната на амплитудата се определя от разликата от честотите на двата изходни сигнала. Колкото по-голяма е разликата между входните честоти {\displaystyle \omega _{1}} и {\displaystyle \omega _{2}}, толкова по-висока е честотата на тази промяна – честотата на модулацията.
Това физично явление възниква независимо от характера на трептенията и средата на разпространението им. Биене се получава при всички вълни, за които се прилага принципът на суперпозицията, например звукови вълни, електромагнитни вълни или електрически сигнални токове.
За разлика от смесването на вълни в смесителите, по време на биенето не се генерират нови честоти и също няма промени в честотата. 

## Анализ и параметри
Същността на биенето като процес е наслагване на трептения. То възниква поради постоянното изоставане по фаза на едната вълна или сигнал (електрическо хармонично колебание), спрямо другата вълна или електрически сигнал. Тъй като моментните стойности на входните трептения периодично се засилват или отслабват в зависимост от позицията на фазата, резултантната вълна има нарастваща и намаляваща амплитуда. Когато например електрическите трептения и на двата източника са синфазни, то амплитудата на сумарния сигнал е максимално голяма. Когато сигналите са в противофаза, то резултантната сума е минимална. Тази периодичност се определя от големината на фазовата разлика и това може да се твърди като явление както за биенето на звукови вълни, така и за електрически сигнали.
В най-общия случай входните трептения имат различни амплитуди {\displaystyle a_{1}} и {\displaystyle a_{2}} и различни честоти {\displaystyle \omega _{1}} и {\displaystyle \omega _{2}}:
{\displaystyle x_{1}=A_{1}\sin {\omega _{1}{t}}} и
{\displaystyle x_{2}=A_{2}\sin {\omega _{2}{t}}}.
За опростяване се приема, че двете трептения имат еднакви амплитуди {\displaystyle A_{1}=A_{2}=A}.
Математически изразена суперпозицията на входните сигнали e тяхната геометрична сума с отчитане на техните амплитуди и фази:
{\displaystyle x=x_{1}+x_{2}=A(\sin {\omega _{1}{t}}+\sin {\omega _{2}{t}})}.
Отчитайки тригонометричната формула за сума от два синуса 
{\displaystyle \sin {\alpha }+\sin {\beta }=2\sin \!\left({\frac {\alpha +\beta }{2}}\right)\cdot \cos \!\left({\frac {\alpha -\beta }{2}}\right)},
за сумарния сигнал се получава
{\displaystyle x=2A\sin \!\left({\frac {\omega _{1}+\omega _{2}}{2}}{t}\right)\cdot \cos \!\left({\frac {\omega _{1}-\omega _{2}}{2}}{t}\right)}.
При малка разлика в честотите {\displaystyle \left|\omega _{1}-\omega _{2}\right|<<\omega _{1}+\omega _{2}} и за по-голямо удобство и нагледност изразът се записва във вида
{\displaystyle x=2A\cos \!\left({\frac {\omega _{1}-\omega _{2}}{2}}{t}\right)\cdot \sin \!\left({\frac {\omega _{1}+\omega _{2}}{2}}{t}\right)}, или
{\displaystyle x=2A\cos {\Omega {t}}\cdot \sin {\omega {t}}=a\sin {\omega {t}}}.
Това означава, че при биенето резултантната вълна от интерференцията на входните сигнали с честоти
{\displaystyle \omega _{1}} и {\displaystyle \omega _{2}} може да се разгледа като периодично трептение {\displaystyle x} с честота, средноаритметична на входните честоти {\displaystyle \omega ={\frac {\omega _{1}+\omega _{2}}{2}}} и амплитуда {\displaystyle a=2A\cos {\Omega {t}}}, модулирана във времето с честота на модулацията {\displaystyle \Omega ={\frac {\left|\omega _{1}-\omega _{2}\right|}{2}}}. Това нискочестотно трептене е обвивката на високочестотното трептене с честота {\displaystyle \omega }. Физическата интерпретация е, че когато {\displaystyle \cos {\Omega {t}}=1}, двете вълни са във фаза и си взаимодействат конструктивно – амплитудата на сумарната вълна е максимална. Когато {\displaystyle \cos {\Omega {t}}=0}, те са в противофаза и си пречат деструктивно – амплитудата на сумарната вълна е минимална. Тъй като модулът на обвивката се променя от нула до максимум два пъти на период, честотата на биене е равна на удвоената честота на обвивката {\displaystyle \Omega _{s}=2\cdot {\frac {\left|\omega _{1}-\omega _{2}\right|}{2}}=\left|\omega _{1}-\omega _{2}\right|}, т. е. разликата в честотите на входните сигнали. Периодът на биенето {\displaystyle T_{s}={\frac {2\pi }{\Omega _{s}}}} е времето за един пълен цикъл на изменение на амплитудата или интервалът между два последователни максимума или минимума на амплитудата.
Биенето се срещат и в по-сложни вълни или в сигнали с различна сила, когато математическото им изчисляване не е толкова лесно. При равни амплитуди на входните трептения {\displaystyle A_{1}=A_{2}=A} максималната амплитуда на резултантното трептение е два пъти по-голяма от тях {\displaystyle a_{max}=X=2A}, а при различни амплитуди тя е сума от техните стойности {\displaystyle a_{max}=X=A_{1}+A_{2}}.

## Бинаурално биене
Бинауралнното биене е слухова илюзия, която се възприема, когато две различни синусоиди с чист тон и с честоти по-ниски от 1500 Hz, с по-малко от 40 Hz разлика между тях, се представят на слушателя дихотично (по една през всяко ухо).
Например, ако към дясното ухо на субекта се представи чист тон от 530 Hz, а към лявото ухо – чист тон от 520 Hz, слушателят ще възприеме слуховата илюзия за трети тон, в допълнение към двата чисти тона, представени на всяко ухо. Третият звук се нарича бинаурално биене (ритъм) и в този пример ще има възприемана височина с честота от 10 Hz, което е разликата между 530 Hz и 520 Hz чисти тонове, представени на всяко ухо. За да може човешкото ухо да чуе явления на биене, съотношението на честотите трябва да е по-малко от 7:6, в противен случай мозъкът ги възприема като две различни честоти.
Бинауралното възприемане произхожда от долното двухълмие (коликулус) на средния мозък и горния оливариен комплекс на мозъчния ствол, където слуховите сигнали от всяко ухо са интегрирани и изпращаат електрически импулси по нервните пътища през ретикуларната формация нагоре по средния мозък до таламуса, слуховата кора и други кортикални области.
Някои заявени ползи от терапията с бинаурални ритми могат да включват: намален стрес, намалена тревожност, повишен фокус, повишена концентрация, повишена мотивация, повишена увереност и по-дълбока медитация. Изследванията са неубедителни относно клиничните ползи от бинауралната терапия; се твърди, че е най-добре да не се заменят традиционните лечения за стрес и тревожност с този тип интервенция, докато не бъдат представени убедителни доказателства.
Няма известни странични ефекти от слушането на бинаурални ритми, въпреки че продължителното излагане на звуци с или над 85 децибела може да причини загуба на слуха с течение на времето. Това е приблизително нивото на шума, произведен от интензивния трафик.

## Проба
|                                                                   | \| Биещи вълни с висока биеща честота \| \| \| \| 220 Hz A3 ляв канал и 207,65 Hz G#3 десен канал. Биене с 12,35 Hz \| \| \| |
| Проблеми при слушането на файла? Вижте media help.                | |
| Биещи вълни с висока биеща честота                                | |
|                                                                   | |
| 220 Hz A3 ляв канал и 207,65 Hz G#3 десен канал. Биене с 12,35 Hz | |
|                                                                   | |

| Биещи вълни с висока биеща честота                                |
|                                                                   |
| 220 Hz A3 ляв канал и 207,65 Hz G#3 десен канал. Биене с 12,35 Hz |
|                                                                   |

|                                                           | \| Биещи вълни с ниска биеща честота \| \| \| \| 220 Hz A3 ляв и 222 Hz десен канал. Честота на биене 2 Hz \| \| \| |
| Проблеми при слушането на файла? Вижте media help.        | |
| Биещи вълни с ниска биеща честота                         | |
|                                                           | |
| 220 Hz A3 ляв и 222 Hz десен канал. Честота на биене 2 Hz | |
|                                                           | |

| Биещи вълни с ниска биеща честота                         |
|                                                           |
| 220 Hz A3 ляв и 222 Hz десен канал. Честота на биене 2 Hz |
|                                                           |

## Приложение
Като пример за приложение на явлението биене е настройката на струнни музикални инструменти. Звукът на камертона като еталон, винаги ще предизвиква биене със звук от струна на музикален инструмент, докато честотите на трептене не съвпаднат. Това налага струната да се натяга или отслабва докато неприятно осезаемото биене на звуковите вълни от двата източника на звук не изчезнат, т.е. съотношението между честотата на трептенето на двата източника на звук – камертона и струната, се изравнят и те звучат като едно цяло.
Биенето на електрически сигнали се използва още от зората на радиотехниката за осъществяване на радиокомуникациите. Първоначално в приемниците се използват генератори на незатихващи електрически трептения. При биенето на приетия от антенната система електромагнитен сигнал и този произведен в приемника (разликата в честотата им е в границите от 500 до 1000 Hz) се получава нискочестотен звук, добре възприеман за предаване на сигнали с кодовете на морзовата азбука. Със създаването на електронната лампа, чрез прилагане на принципа на биенето се създават по-съвършени конструкции, с възможност да се преобразува честотата на сигналите и да се предават реч и музика. Това са хетеродинният радиоприемник, регенеративният радиоприемник, суперрегенеративният радиоприемник и суперхетеродинният радиоприемник, който и до днес е основната схема за изграждане на радиоприемник, а принципът се използва и в други средства за комуникация. Принципът на биене се използва и при една от класическите схеми за сихронизиране на синхронни генератори при включване в паралел.